# Kobben (U-Boot, 1909)
Die Kobben (im Februar 1913 umbenannt in A-1) war das erste Unterseeboot der norwegischen Marine. Es war von 1909 bis 1919 in Dienst, wurde 1926 ausgemustert und 1933 abgewrackt.

## Bau und technische Daten

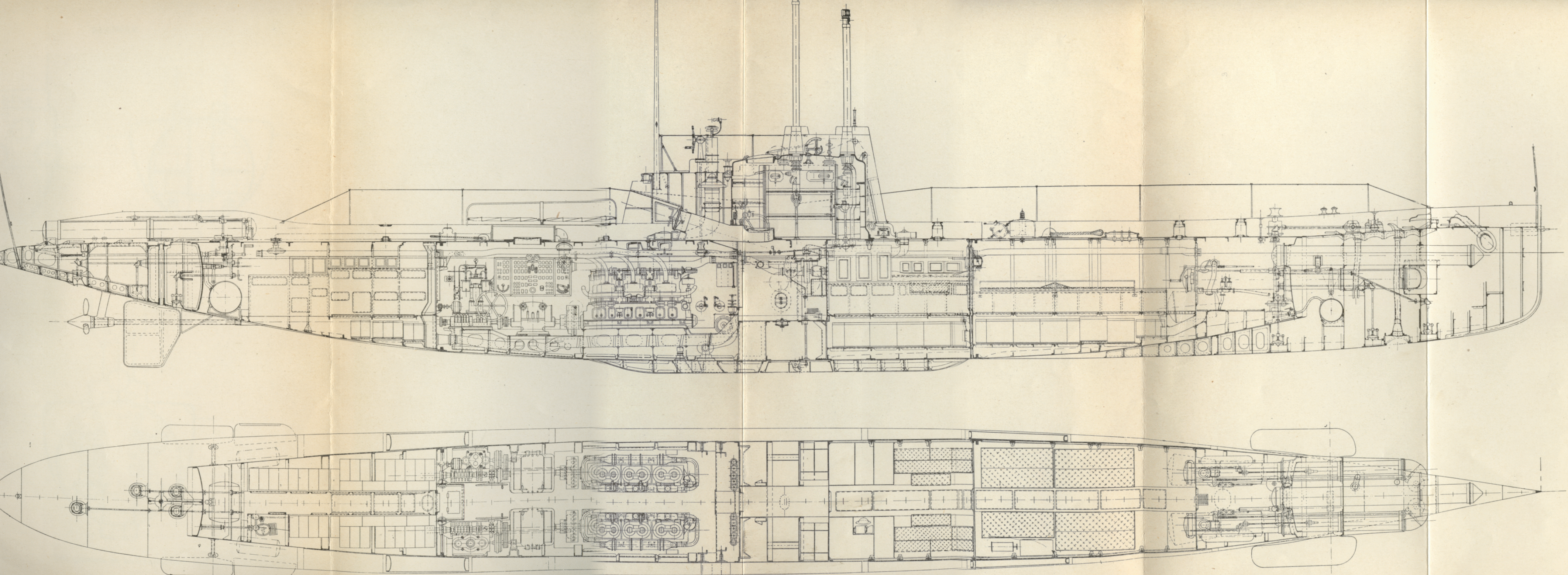
Seitenriss und Aufriss der Kobben

Das Boot wurde am 28. September 1907 bei der Germaniawerft in Kiel bestellt; der Baupreis betrug 936.000 Norwegische Kronen. Das Boot war 39,3 Meter lang, 3,7 Meter breit und hatte bei Überwasserfahrt 3,0 Meter Tiefgang. Es verdrängte 206 britische Tonnen (ts) über Wasser und 259 ts getaucht. Die maximale Tauchtiefe betrug 50 Meter.
Bei Überwasserfahrt ermöglichten zwei Petroleummotoren mit je 225 britischen Pferdestärken (bhp) über zwei Wellen und Propeller eine Höchstgeschwindigkeit von 11,9 Knoten; zwei Elektromotoren mit je 150 bhp erlaubten eine Geschwindigkeit von bis zu 8,9 Knoten unter Wasser. Die Reichweite des Boots betrug aufgetaucht 1.450 Seemeilen bei einer Marschgeschwindigkeit von 9 Knoten, unter Wasser lediglich 45 Seemeilen bei 6,5 Knoten.
Das Boot hatte zwei 45-cm-Torpedorohre im Bug und ein 45-cm-Rohr auf dem Achterschiff und konnte insgesamt fünf Torpedos mitführen. Die Besatzung bestand aus 14 Mann.

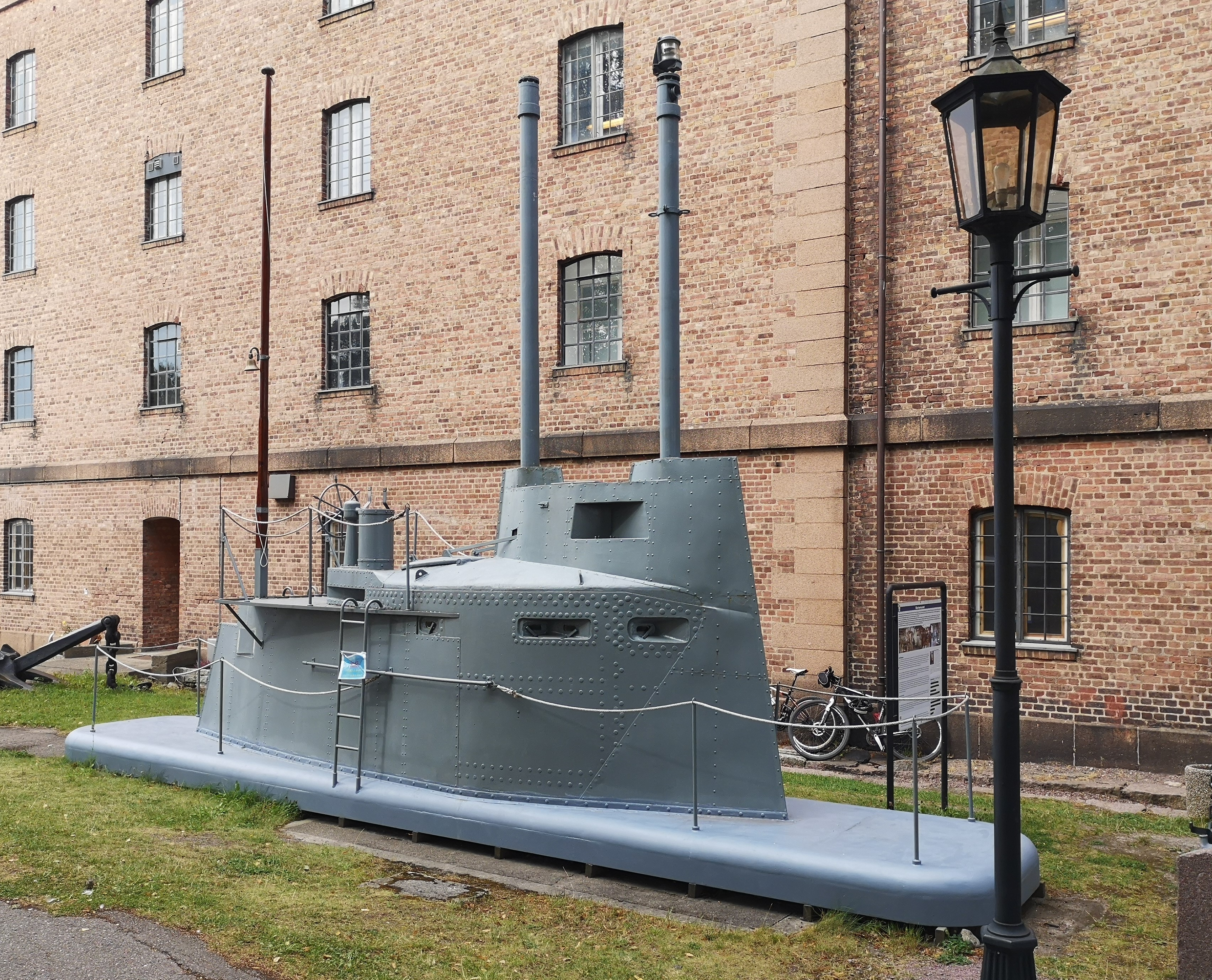
Turm der Kobben. Ausgestellt im Marinemuseet in Horten

## Geschichte
Am 28. November 1909 in Kiel hisste Kapitänleutnant (Kaptein i marinen) Carsten Tank-Nielsen als erster Kommandant die norwegische Flagge auf dem Boot; er war 1907/08 zur Vorbereitung auf seine zukünftige Verwendung an der Technischen Hochschule Hannover in Motoren- und Elektrotechnik weitergebildet worden und hatte danach die Ausbildung der zukünftigen Besatzung des Boots geleitet. Das Boot unternahm danach noch zwei Wochen lang Probefahrten und Tauchübungen im Großen Belt und traf schließlich am 12. Dezember 1909, begleitet von der als Mutterschiff dienenden Fram, in der norwegischen Marinebasis in Horten ein, wo es am folgenden Tag feierlich in Dienst gestellt wurde.
Das Boot diente bis zum Ausbruch des Ersten Weltkriegs als Test- und Schulboot und Tank-Nielsen blieb bis 1913 sein Kommandant. Die mit der Kobben gemachten Erfahrungen waren so zufriedenstellend, dass die norwegische Marine im Mai 1911 vier weitere, aber etwa 20 Prozent größere U-Boote bei der Germaniawerft bestellte, von denen drei (A-2, A-3 und A-4) noch vor Beginn des Ersten Weltkriegs ausgeliefert wurden, das vierte jedoch von der deutschen Kaiserlichen Marine beschlagnahmt und als UA in Dienst gestellt wurde. Mit der Indienststellung von A-2 wurde die Kobben am 21. Februar 1913 in A-1 umbenannt. Der zum Korvettenkapitän beförderte Tank-Nielsen wurde zum Chef der neu gebildeten U-Boot-Division und Kommandanten der alten Dampfkorvette Ellida ernannt, die zum U-Boot-Mutterschiff umgebaut wurde. Die vier Boote patrouillierten während des Krieges zum Zweck der Neutralitätssicherung Norwegens in heimatlichen Gewässern.
Am 30. September 1919 wurde A-1 außer Dienst gestellt und aufgelegt. 1926 wurde das Boot ausgemustert und dann 1933 verkauft und abgebrochen.